# Карен (передмістя)
Карен (англ. Karen) — престижне передмістя столиці Кенії, міста Найробі. Назване за іменем данської письменниці Карен Бліксен, у якої на місці цього передмістя була кавова плантація з 1917 по 1931 рік.

## Історія
До 1931 року на території біля підніжжя пагорбів Нгонг, де згодом виникло передмістя, була кавова плантація, яка належала данській письменниці Карен Бліксен. Про своє життя у цій місцевості вона написала книгу «З Африки» (в 1985 році за книгою було знято однойменний фільм). У зв'язку із фінансовими проблемами при управлінні фермою, в 1931 році Бліксен продала володіння Рене Мартіну, який розбив територію площею 20 акрів для будівництва окремих будинків. Подальший розвиток відокремлених ділянок і призвів до утворення передмістя в сучасному його вигляді.
Спочатку Карен належав до округу Нгонг, проте в 1963 році був перепідпорядкований міській адміністрації Найробі. Управлінням Карен, а також іншим передмістям — Лангатою, займається Асоціація Каренгата.
Сьогодні Карен — це респектабельний район, у якому оселяються дипломати, бізнесмени, міністри та інші представники привілейованого класу. Тут є госпіталь, кілька приватних шкіл, елітний торговельний центр і гольф-клуб.

## Пам'ятки
- Музей Карен Бліксен (Кенія)
- Садиба Жирафів